# Wilhelm Schorn
Wilhelm Schorn (* 16. August 1895 in Köln; † 18. November 1968 in Darmstadt) war ein deutscher Bauingenieur, Statiker und Hochschullehrer.

## Leben
Wilhelm Schorn wurde 1895 als Sohn des Kölner Architekten und Bauunternehmers Anton Rudolf Schorn in Köln geboren. Er studierte von 1918 bis 1922 an der Technischen Hochschule Aachen. 1936 promovierte er dort zum Dr.-Ing. Ab 1925 arbeitete er in der Industrie und in der Denkmalpflege.
Schorn hatte schon vor 1939 Sicherungsarbeiten in verschiedenen Kirchen durchgeführt, so etwa in St. Georg in Köln. Während des Zweiten Krieges wurde er zum „Leiter der Sofortmaßnahmen“ in Köln berufen. Nach der Zerstörung der romanischen Kirchen in Köln im Krieg war er an deren Wiederaufbau beteiligt sowie als Bauunternehmer auch an der Kölner Domplombe. Er unterhielt ein Ingenieurbüro und eine seit 1886 existierende Bauunternehmung in Köln und war ab dem 1. Januar 1941 bis 1963 Professor für Statik in der Architekturfakultät an der Technischen Hochschule Darmstadt. Er wurde als Nachfolger von Max Hummel berufen. 
Schorn war seit Mai 1937 Mitglied der NSDAP. Von 1935 bis 1940 war er Rottenführer beim NSKK. Im Zweiten Weltkrieg wurde Schorn u.k. gestellt. In dem Entnazifizierungsverfahren legte er Berufung ein und wurde schließlich im März 1947 als Entlasteter eingestuft.
Von 1949 bis 1951 war er Dekan der Architekturfakultät.
Nach dem Zweiten Weltkrieg war er als Berater und Gutachter des Denkmalamtes in Darmstadt eingesetzt. Er war an der Wiederherstellung der Stadtkirche, des Schlosses und des Museumsturms in Darmstadt beteiligt. Ebenso fungierte er als Berater beim Dom in Speyer und bei der Residenz in Würzburg. In den 1960er Jahren wurde er als Gutachter beim Wiederaufbau des Hoftheaters aktiv.
Wilhelm Schorn gehörte 1955 zu den Gründern des Reitervereins an der TH Darmstadt.
Wilhelm Schorn starb im November 1968 im Alter von 73 Jahren. Er war seit 1925 in erster Ehe mit Katharina Dirksen und seit 1942 in zweiter Ehe mit Herta Jahn geb. Kissel verheiratet.

## Schriften
- mit Franz Graf Wolff Metternich: Die Sicherung der katholischen Pfarrkirche St. Georg zu Köln. In: Jahrbuch der Rheinischen Denkmalpflege 5/6, 1930, S. 106–127.
- Die Sicherungsarbeiten an der Kirche St. Maria im Kapitol zu Köln. In: Rheinische Heimatpflege, Jahrbuch der Rheinischen Denkmalpflege 9, 1937, S. 529–544.
- mit Albert Verbeek: Die Kirche St. Georg in Köln. Berlin 1940. (darin: Die Kirche St. Georg in Köln. Bauuntersuchung und Arbeiten der Wiederherstellung. Zugleich: Dissertation, Technische Hochschule Aachen, 1941.)
- Wiederherstellungsprobleme an kriegsbeschädigten Baudenkmälern. In: Ernst Neufert (Hrsg.): Der Architekt am Zerreißpunkt. Darmstadt 1948, S. 178–186.
- Beitrag in: Walter Bader: St. Quirinus zu Neuss. Ratingen 1955.